# اردوگاه حطین
شهر اردوگاه حطین (به عربی: مخیم حطین) در زرقا در کشور اردن واقع شده‌است. جمعیت این شهر ۳۸٫۵۰۱ نفر است.